# Óscar Gerardo Fernández Guillén
Oscar Gerardo Fernández Guillén (n. San Rafael de Oreamuno, 22 de diciembre de 1949) es un obispo católico costarricense.

## Biografía
Nacido en el distrito de San Rafael de Oreamuno, el día 22 de diciembre de 1949.
Cursó sus estudios eclesiásticos, filosóficos y teológicos en el Seminario Central de la ciudad de San José y en la Universidad Católica de Costa Rica ("anteriormente llamada: Universidad Anselmo Llorente y La Fuente").
Finalmente fue ordenado sacerdote para la Arquidiócesis de San José, el 8 de julio de 1977, en la Catedral metropolitana de San José, por el entonces arzobispo Mons. Carlos Humberto Rodríguez Quirós.
Desde su ordenación, cabe destacar que ha ejercido su ministerio pastoral como Párroco en los cantones de Tres Ríos (Concepción) ,Tobosi, Acosta y Goicoechea; también ha sido capellán del Hospital San Juan de Dios de San José, vicario episcopal y miembro del Consejo Presbiteral Arquidiocesano.
Actualmente desde el 4 de junio de 2003, tras haber sido nombrado por el Papa Juan Pablo II, es el nuevo Obispo de la Diócesis de Puntarenas.
Recibió la consagración episcopal el día 25 de julio del mismo año, a manos de su predecesor en este cargo Mons. Hugo Barrantes Ureña y de sus co-consagrantes: el Arzobispo emérito de San José Mons. Román Arrieta Villalobos y el entonces Obispo de Limón Mons. José Francisco Ulloa.
En septiembre de 2011 fue elegido como nuevo Presidente de la Conferencia Episcopal de Costa Rica y actualmente ha sido reelegido en el cargo.
También, al mismo tiempo pasó a ser Obispo delegado y responsable la Comisión Episcopal de Vocaciones y Pastoral juvenil de la Conferencia Episcopal.
Entre los días 4 y 25 de octubre de 2014 fue el Delegado-Representante de Costa Rica en el Sínodo extraordinario de obispos sobre la familia y en 2015 en la XIV Asamblea General Ordinaria del sínodo de obispos; ambas celebradas en la Ciudad del Vaticano y presididas por el Papa Francisco.